# Angelo Maria Navarro
Angelo Maria Navarro (ur. 2 sierpnia 1870 w Guarita, zm. 31 lipca 1951) – honduraski duchowny katolicki, biskup diecezjalny Santa Rosa de Copán 1928-1951.

## Życiorys
Święcenia kapłańskie otrzymał 29 maja 1899.
17 grudnia 1928 papież Pius XI mianował go biskupem diecezjalnym Santa Rosa de Copán. 7 kwietnia 1929 z rąk arcybiskupa Agustína Hombacha przyjął sakrę biskupią. Funkcję sprawował aż do swojej śmierci.
Zmarł 31 lipca 1951.